# Tang Jingsong
Tang Jingsong (唐景崧T, Táng JǐngsōngP, T'ang Ching-sungW) (Contea di Guanyang, 1841 – Guilin, 1903) è stato un politico e generale cinese.
Comandò l'esercito del Yunnan durante la Guerra franco-cinese (agosto 1884 – aprile 1885) e convinse Liu Yongfu, il capo dell'Esercito della bandiera nera, a collaborare con lui contro i francesi. Anche se non fu vittorioso, si distinse nell'assedio di Tuyên Quang (novembre 1884 – marzo 1885). Quasi dieci anni dopo fu nominato governatore della provincia cinese di Taiwan. Dopo la cessione di Taiwan al Giappone a seguito della prima guerra sino-giapponese (1894 – 1895), divenne presidente dell'effimera Repubblica di Taiwan (maggio – ottobre 1895).

## Missione di Tang Jingsong in Vietnam
Nel 1865 Tang venne nominato jinshi (進士T, 进士S, jìnshìP, "diplomato del palazzo", cioè candidato che ha superato il più alto esame del servizio civile imperiale). Nell'agosto del 1882, mentre era in "lista d'attesa per il posto di segretario dell'ufficio del servizio civile", presentò un memorandum al governo imperiale cinese sulla minacciosa aggressività francese nel Tonchino, sulla debolezza della corte dell'Annam e sulla necessità di aiutare quest'ultima più efficacemente. Propose quindi di aiutare le Bandiere nere a combattere i francesi: per fare ciò era necessario inviare nel Tonchino qualcuno che potesse convincere il loro leader, Liu Yongfu. Tang si offrì volontario. Due settimane dopo, lo yamen lo inviò ufficialmente nella provincia dello Yunnan, dove fu posto sotto l'autorità di Cen Yuying (governatore dello Yunnan dal marzo 1868 all'aprile 1876, governatore generale dal 1873 e poi viceré dello Yunnan e del Guizhou).
Tang lasciò Pechino in ottobre, trascorse un mese a Shanghai per ottenere fondi in loco (anche se McAleavy sostiene che il soggiorno fosse in realtà dovuto agli "irresistibili piaceri di Shanghai") e arrivò a fine novembre a Hong Kong. Da lì si recò a Canton per esporre il suo caso al viceré di Guangdong e Guangxi, Zeng Guoquan (曾國荃T, 曾国荃S, fratello minore del generale Zeng Guofan). Invece di andare nello Yunnan, come stabilito dal suo ordine di missione, decise di andare a Huế, capitale vietnamita, dove giunse ai primi di gennaio 1883.
Il giorno dopo il suo arrivo cercò di convincere il ministro Nguyễn Văn Tường (Hán tự: 阮文祥; futuro reggente distintosi per aver messo sul trono e deposto tre imperatori vietnamiti; Dục Đức, Hiệp Hoà e Kiến Phúc) a non cedere ai francesi e a lasciare che le Bandiere nere occupassero l'alto corso del Fiume Rosso fino al confine cinese. Deluso dalla mancanza di spirito combattivo dei vietnamiti e furioso per la proposta di convenzione presentata da Frederic Bourée, ministro plenipotenziario in Cina, a Li Hongzhang, tornò a Canton per incontrare Zeng Guoquan. A metà marzo 1883 si recò a Sơn Tây, nel Tonchino, da dove inviò una nota a Liu Yongfu, che si trovava a Lào Cai, spiegando lo scopo della sua missione e chiedendogli di raggiungerlo. Liu Yongfu arrivò a Sơn Tây all'inizio di aprile.

## Incontro con Liu Yongfu

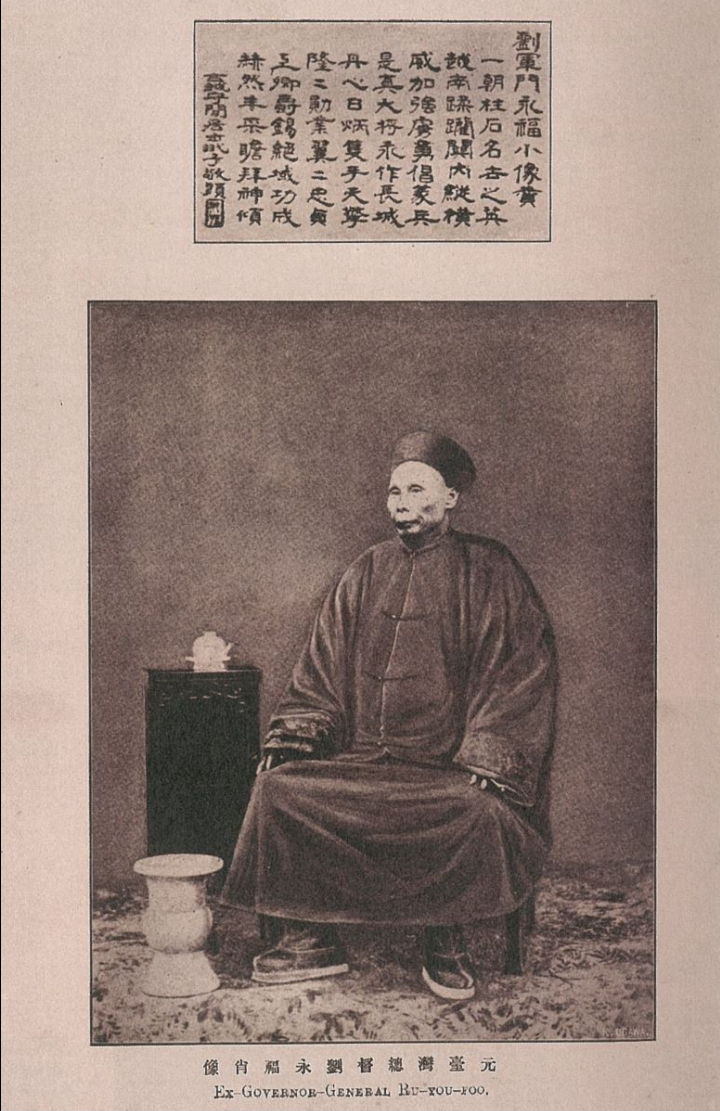
Liu Yongfu

Tang era, come Liu Yongfu, un hakka originario del Guangxi, il che facilitò la loro relazione.
Secondo le memorie di Liu, Tang considerava l'imperatore vietnamita un incompetente, la corte di Huế senza speranze e il Vietnam un paese nel caos: Liu avrebbe dovuto massacrare tutti i funzionari vietnamiti e conquistare il Vietnam. Nelle sue memorie, Liu usa costantemente il termine "Vietnam" e non "Tonchino", che Tang aveva probabilmente usato: infatti Liu era solito esagerare la propria importanza. Al rifiuto di Liu, Tang avrebbe fatto altre proposte meno brutali. Le note di Tang differiscono da quelle di Liu: Tang avrebbe spiegato a Liu che le Bandiere Nere non potevano fidarsi né dei vietnamiti né dell'Impero Qing e che si sarebbero presto trovate ad affrontare i francesi. L'unica via d'uscita era unire i gruppi di banditi cinesi e le migliori unità vietnamite e fondare un regno indipendente nel Tonchino, vassallo della Cina. Tang prospettò quale altra soluzione la presa di Hanoi, proposta che Liu accettò.

## Resistenza contro i Francesi
Tang lasciò Sơn Tây per unirsi alle truppe dell'esercito del Guangxi che occupavano Bắc Ninh, dove fece da collegamento con le forze di Liu. Prese quindi il comando del "battaglione Wu Wei" (武煒T, wǔwěiP), che formò unendo circa 100 elementi dell'esercito del Guangxi con 200 Bandiere nere.
Liu si trasferì con elementi dell'esercito del Guangxi e dell'esercito vietnamita prima a Phủ Hoài, poi ad Hanoi, dove il 10 maggio 1883 fece affiggere un famoso proclama contro i francesi preparato da Tang. Il 19 maggio 1883 al Pont de Papier (Cầu Giấy) Liu ebbe uno scontro con i francesi, nel quale perse la vita capitano di marina Henri Rivière.
A parte due battaglioni dell'esercito del Guangxi e alcune munizioni, Liu e il battaglione Wu Wei, nonostante gli sforzi di Tang, ricevettero poco supporto dalle altre forze cinesi e vietnamite. Subirono diverse battute d'arresto (Phủ Hoài, "Pagoda delle Quattro Colonne", Bắc Giang, Phung) e nel settembre 1883 dovettero ritirarsi a Sơn Tây. Liu era furioso con i cinesi e Tang dovette usare tutta la sua abilità diplomatica per calmarlo e impedirgli di ritirarsi nella sua base di Lào Cai. Tang, sempre più amareggiato, insieme ad altri funzionari cinesi consigliò a Liu di proclamarsi re e cercò anche, senza successo, di convincerlo ad attaccare di nuovo Hanoi. 
Quando i francesi attaccarono e catturarono Sơn Tây nel dicembre 1883, Tang comandava solo circa 500 uomini dell'esercito del Guangxi. A parte tre battaglioni dell'esercito dello Yunnan, le altre truppe erano rimaste cautamente nelle retrovie. Liu arrivò ad accusare le scarse truppe di Tang di essere fuggite in preda al panico, lasciandolo solo di fronte ai francesi, ma dovette riconoscere che Tang era l'unico alto comandante cinese che aveva partecipato alla campagna e gli aveva mostrato lealtà, cosa di cui gli sarebbe stato a lungo grato. Dopo la sconfitta Tang cercò di limitare i conflitti tra le Bandiere nere, i cinesi e i vietnamiti e convinse Liu ad andare a rinforzare Bắc Ninh, che i francesi presero nel marzo 1884.

## Tang Jingsong e la guerra franco-cinese

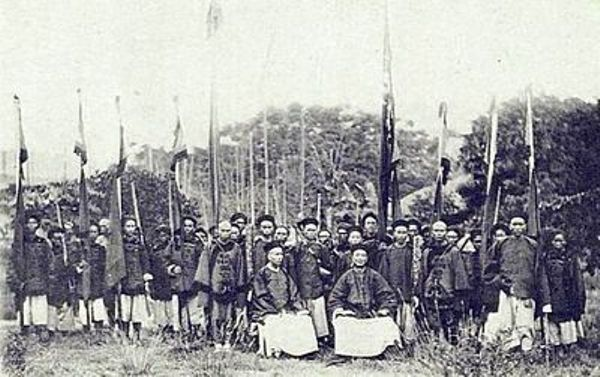
Truppe cinesi fotografata durante la guerra franco-cinese

Dopo la dichiarazione della guerra franco-cinese (agosto 1884 – aprile 1885), nel settembre 1884 Tang fece scendere lungo il fiume Rosso l'esercito dello Yunnan, di stanza a Lào Cai, per minacciare la base francese di Tuyên Quang. Liu era sotto il suo comando con il grado di generale. Anche se con i suoi 9000 uomini e le 3000 Bandiere nere di Liu non riuscì a conquistare Tuyên Quang, la sua condotta dell'assedio (24 novembre 1884 - 3 marzo 1885) impressionò tanto i francesi quanto i suoi colleghi cinesi, in particolare il governatore Cen Yuying. La 1ª brigata del colonnello Laurent Giovanninelli ruppe l'assedio nella battaglia di Hòa Mộc (2-3 marzo 1885); l'esercito dello Yunnan e le Bandiere Nere dovettero ritirarsi, prolungando lo stallo con le forze di Giovanninelli intorno a Hưng Hóa e Tuyên Quang fino alla fine della guerra.
Secondo quanto previsto dal trattato franco-cinese di Tientsin del 9 giugno 1885, Tang e l'esercito dello Yunnan tornarono nello Yunnan. Nel gennaio 1886, l'esercito di Tang fu sciolto.

## Tang Jingsong e la Repubblica di Taiwan
Tang, nominato "commissario amministrativo provinciale" nel 1891, succedette a Shao Youlian (邵友濂) come governatore generale di Taiwan nel 1894. Con il trattato di Shimonoseki (17 aprile 1895), che mise fine alla prima guerra sino-giapponese, la Cina cedette in perpetuo al Giappone le isole Pescadores e l'isola di Taiwan. Il 20 maggio 1895 un editto imperiale ordinò a Tang di rientrare a Pechino e di disporre l'allontanamento dall'isola di Taiwan di tutti i funzionari civili e militari e di tutte le truppe.

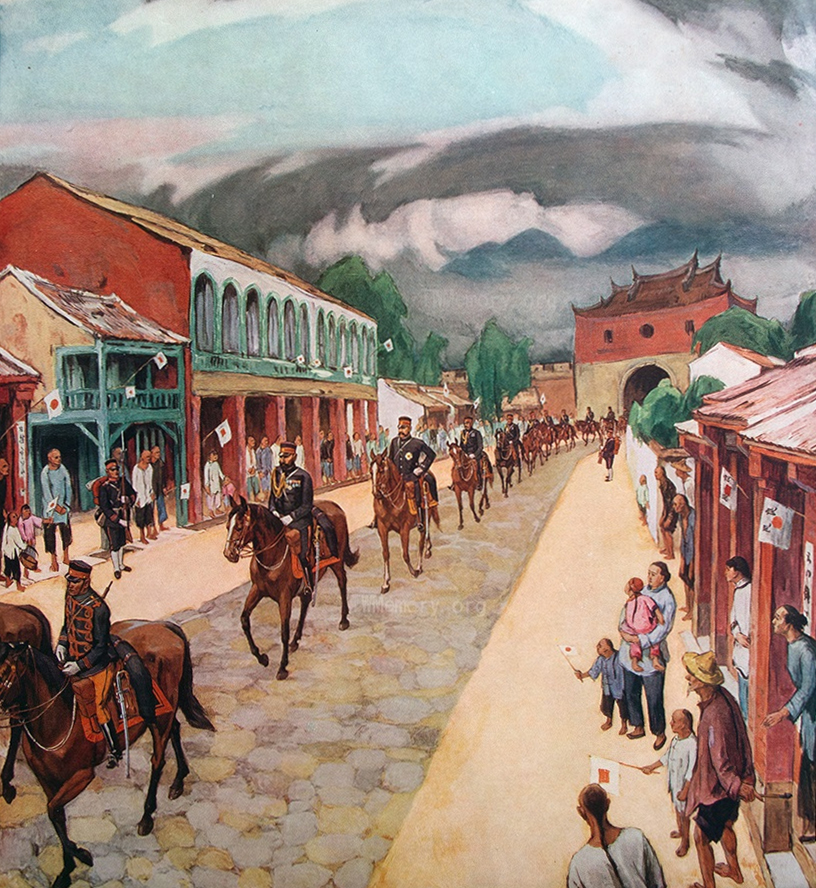
Ingresso dell'esercito giapponese a Taipei, 1895

Alcuni notabili taiwanesi, guidati da Chiu Feng-chia (丘逢甲), rifiutarono i termini del trattato: il 23 maggio 1895 proclamarono la Repubblica di Taiwan (台灣民主國T, letteralmente "Paese democratico di Taiwan" o "Democrazia di Taiwan") e il 25 maggio 1895 ne nominarono presidente Tang. L'esercito della giovane repubblica fu posto sotto il comando del Generalissimo Liu Yongfu. La dichiarazione di indipendenza proclatata da Tang non aveva connotazioni separatiste: la separazione dalla terraferma era solo temporanea e la repubblica riconosceva la sovranità della Cina. Tang aveva informato le autorità cinesi che era stato nominato presidente contro la sua volontà e che avrebbe lasciato Taiwan al più presto. Le élite locali speravano che le potenze occidentali avrebbero impedito al Giappone di invadere un paese indipendente. Tang sperava che la marina francese stesse arrivando per aiutarli a respingere lo sbarco giapponese, ma le navi navi francesi presenti in zona erano in realtà dirette in Madagascar per sedare una ribellione. La corte imperiale, da parte sua, fece credere a Liu che la flotta russa sarebbe venuta in loro soccorso.
I giapponesi sbarcarono nel nord di Taiwan il 29 maggio 1895. Il 2 giugno 1895 sconfissero l'esercito della repubblica a Sui-hong (Juifang, 瑞芳) e il giorno dopo presero Chilung (Jilong, 雞籠). Lo stesso giorno, Li Ching-fang, figlio adottivo di Li Hongzhang, fu costretto a cedere la sovranità cinese su Taiwan ai giapponesi. Nella notte tra il 4 e il 5 giugno 1895 Tang fuggì a Tamsui con il generale Chiu. Il 5 giugno 1895, travestito da vecchia, si imbarcò sul piroscafo tedesco Arthur, che il 6 giugno 1895 salpò per Amoy (attuale Xiamen). Il giorno successivo Liu Yongfu succedette a Tang come capo del governo (ma non come presidente). Nell'ottobre 1895, con la cattura di Tainan, la Repubblica di Taiwan scomparve dopo cinque mesi di esistenza.
Tang morì nel 1903 nella sua casa di Guilin.